# François-Edme Ricois
François-Edme Ricois est un peintre français né à Courtalain (Eure-et-Loir) le 29 août 1795 et mort à Mareil-Marly (Yvelines) le 21 janvier 1881.

## Biographie
François-Edme Ricois est le fils de Jacques Edme Ricois (1767-1850) et de Françoise Angélique Souchay (1755-1854). Marié avec Marie Constance Denin, ils eurent une fille, Octavie Ricois (née en 1830) qui fut également artiste peintre.
Ricois est l'élève de Jean-Victor Bertin, Anne-Louis Girodet et Constant Bourgeois.
Il commence sa carrière au Salon de 1819, il y exposera de nombreuses vues de châteaux et de paysages de France et de Suisse jusqu’en 1880 : sur 44 Salons, il exposa 27 fois pendant 61 ans.

## Œuvres dans les collections publiques
- Chantilly, musée Condé :
  - Intérieur de l'église Notre-Dame-de-Compassion de Paris, aquarelle[2] ;
  - Intérieur de la chapelle royale de Dreux, aquarelle 43,8 × 31,3 cm[3].

- Chartres[4] :
  - Ruines de l'église Saint-Médard de Châteaudun, aquarelle 25,5 × 16,5 cm, Archives départementales ;
  - Château de Courtalain, huile sur toile 30,5 × 41,2 cm, musée des Beaux-Arts de Chartres ;
  - Vue du Château de Maintenon, huile sur toile 52 × 84 cm, musée des Beaux-Arts de Chartres.
  - Paysage, toile, 72 × 90 cm, acquisition en 1875[5].

- Châteaudun[4]
  - Musée des Beaux-Arts et d'Histoire naturelle :
    - Le château de Châteaudun au couchant, huile sur toile 112 × 150 cm, 1872 ;
    - Ville de Châteaudun côté du levant, 1872  ;
    - Le prieuré Saint-Gilles, aquarelle avec rehauts de gouache 51,2 × 43,8 cm ;
    - Vue de Cloyes, crayon 28,3 × 47 cm, 1844 ;
    - Portail de la Touche Hersant, aquarelle 26 × 44,5 cm, musée de Châteaudun ;

  - Société Dunoise :
    - Le Bourg de Courtalain, lithographie 19,2 × 29 cm ;
    - L'Église de Yèvres, lithographie 19,2 × 28,3 cm.

  - Caisse d'Épargne : Le château de Châteaudun, huile sur toile 52 × 64 cm.

- Dieppe, château, Vue du Tréport en 1830, 1830, huile sur toile, 97 × 62 cm, ancienne collection de Louis-Philippe, achat de la ville en 1927.

- Lille, palais des Beaux-Arts : Vue d'un château avec les dépendances, 1818, aquarelle, 37,3 × 25,7 cm[6].

- Maintenon, château :
  - Représentation de la chapelle Renaissance, dite "Cottereau", 1838[7] ;
  - L'Aqueduc de Maintenon, huile sur toile 67 × 90 cm, fondation Raindre[4].

- Maurs, mairie : moulin de la Boissière près de Châteaudun, dessin (1853)[8],[Note 1] ;

- Montigny-le-Gannelon, château[4] :
  - Le château, façade Renaissance, 1848, huile sur toile 49 × 72 cm ;
  - Le château vu du Loir, 1849, huile sur toile 49 × 72 cm.

- Paris :
  - musée Carnavalet :
    - Vue de Paris, prise de Montparnasse (I), École Militaire, Invalides, colline de Chaillot, 1829, 36 × 42 cm[9] ;
    - Vue de Paris, prise de Montparnasse (II), École Militaire, Invalides, colline de Chaillot, 1829, 35 × 41 cm[10] ;
    - La Seine et l'Ile de la Cité, vues du pont Royal, 1855, 56 × 84 cm[11].

  - musée du Louvre, département des arts graphiques :
    - Vue de la Grande Chartreuse, dessin ;
    - Vue du bois de Boulogne avec la grande cascade, le Mont Valérien et Longchamp, dessin ;
    - Vue du château d'Amboise, prise de l'autre côté de la Loire, dessin.
- Sceaux, musée du Domaine départemental de Sceaux : Vue du château de Rosny, 1823[12].

- Versailles :
  - château : Vue du château de Versailles en 1844 (Louis-Philippe, sa famille et la duchesse de Kent assistent aux Grandes Eaux de Versailles), huile sur toile, 198 × 91 cm[13].
  - musée Lambinet[14].
    - Vue de Berne, 1831, huile sur toile, 33 × 47 cm, don d'Eugène Asse à la Ville de Versailles en 1897 ;
    - Plailly, près de Mortefontaine, 1830, huile sur toile, don d'E. Asse en 1897 ;
    - Intérieur de forêt, 1829, dessin, don d'E. Asse en 1897 ;
    - Vue de Suisse (Oberland), 1829, dessin, don d'E. Asse en 1897 ;

## Réception critique
« M. Ricois.
Vue prise d'Oberland.
Quand on a la touche aussi belle que M. Ricois, que l'on manie le pinceau et les couleurs avec autant de facilité, on ne devrait pas se contenter de représenter des vues prises de… . Dans un pareil sujet, rien n'échauffe l'imagination, et rien ne soutient un peintre dans son exécution; jamais aussi dans ces sortes d'ouvrages on ne sent cette verve, cette délicatesse et cette poésie que l'on trouve dans les ouvrages exécutés d'imagination. A la vue des tableaux des Poussin, des Wouvermans, des Berghem, et surtout à la vue de ceux du grand Vernet, on sent aussitôt que ces grands peintres composaient de verve et exécutaient leurs ouvrages dans une ivresse continuelle, et cela donne à tout ce qui est sorti de leurs pinceaux un charme inexprimable. Sans l'imagination, point de poésie, et sans poésie il n'y a que de médiocres paysagistes.
M. Ricois pouvait donc faire mieux ; mais puisqu'il ne lui a pas plu de s'élever jusqu'à nous représenter des scènes de l'histoire ou de l’imagination, il faut donc considérer son œuvre tel qu'il est. Le site qu'il a choisi, quoique dominé par de hautes montagnes qui en resserrent l’horizon, est assez bien choisi. Il est pittoresque, varié d'accidens de terrain et de lumière. Les arbres, quoique d'un vert trop léger et passé, au vernis, sont touchés avec légèreté et délicatesse ; ils sont aussi touchés fortement, mais pas autant cependant que je le voudrais. Ses figures, ainsi que ses animaux, sont bien exécutés et d'un beau faire. Cependant, ses plans et le tapis de ses prés lointains n'y sont pas très-bien rendus ; et puis il y a toujours dans ses horizons quelque chose de brumeux, de froid, qui ôte à la nature son aspect riant et serein. Ses eaux, lorsqu'elles sont rares, sont à peine indiquées ; si elles sont profondes, elles sont compactes et pas assez transparentes. Néanmoins, c'est un beau paysage, selon moi, que la Vue prise d'Oberland.
J'ai dit, en commençant, ce que je regrette dans M. Ricois : qu'il soit moins timide, et nous, à notre tour, nous serons moins avares de nos éloges. »

— François-Marie Miel, Revue critique des productions de peinture, sculpture, gravure, exposées au Salon de 1824 , Paris, Dentu, 1825, pp. 80-81.

« M. Ricois sait tout le métier ; il sait de plus encore grouper, masser, distribuer habilement arbres, monts et fabriques, et la Vallée de Rosenlawien est la preuve ; et cependant l'aspect de cette composition si bien entendue manque de puissance, parce que la couleur manque de vérité.
C'est un effet du matin qu'il a voulu rendre : or, vous qui avez vu le soleil se lever en Suisse, vous qui l'avez vu dorer de filets de pourpre les dentelures des hautes montagnes, tandis qu'une vaste nappe d'azur s'étendait sur les vallées, dites-nous si c'est bien lui qui jette sur le ciel ce manteau violet ; dites-nous aussi si vous retrouvez la nappe azurée dans ces larges ombres brunes qui pèsent sur la vallée et qui forment une barricade insurmontable entre l'air et les premiers plans. Certes le peintre s'est trompé dans le choix de ses couleurs si nous ne nous trompons pas nous-mêmes.
Quoi qu'il en soit, erreur n'est pas compte, et même en s'égarant M. Ricois se montre, dans l'exécution matérielle de son tableau, habile praticien et dessinateur plein de goût.
Voici des ouvrages qui ne sortent point assurément d'un pinceau aussi solide, aussi expérimenté que celui de M. Ricois, car on y trouve une certaine mollesse, une certaine timidité qui décèlent un jeune homme ; mais à part cela, combien dans cette Vue prise à Ëlossac, et dans cette autre du Château de la Chapelle Bouexie, il y a de nature et de simplicité. Si les premiers plans étaient plus fermement indiqués, s'il y avait de plus larges combinaisons dans leurs masses, ces deux cadres ne craindraient pas la comparaison avec les meilleurs paysages exposés maintenant au Louvre. »

— Hilaire Léon Sazerac,  Lettres sur le salon de 1834, Paris, Delaunay, 1834, pp. 333-334.

Œuvres de François-Edme Ricois
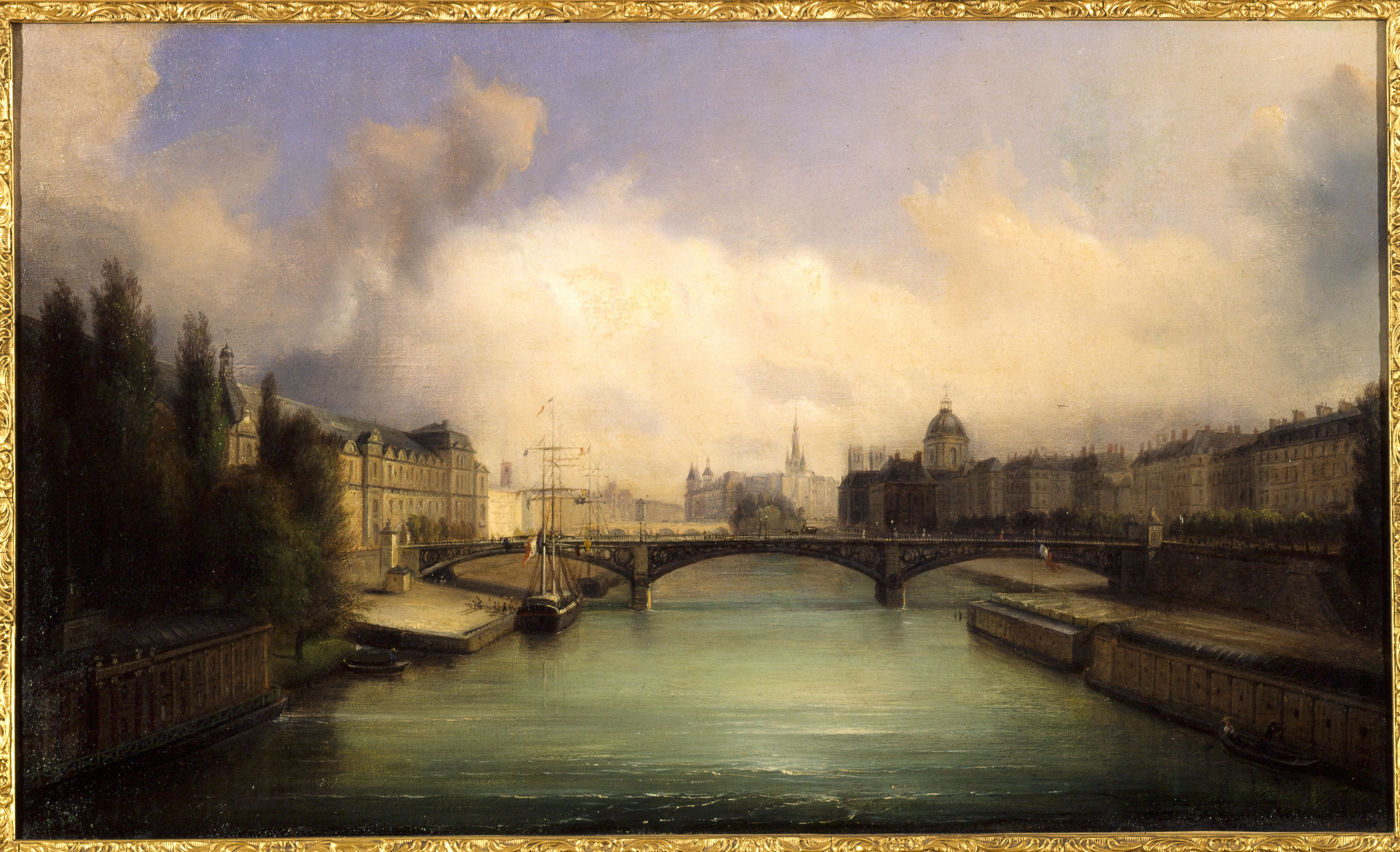
Paris vu du pont Royal (1855), Paris, musée Carnavalet.
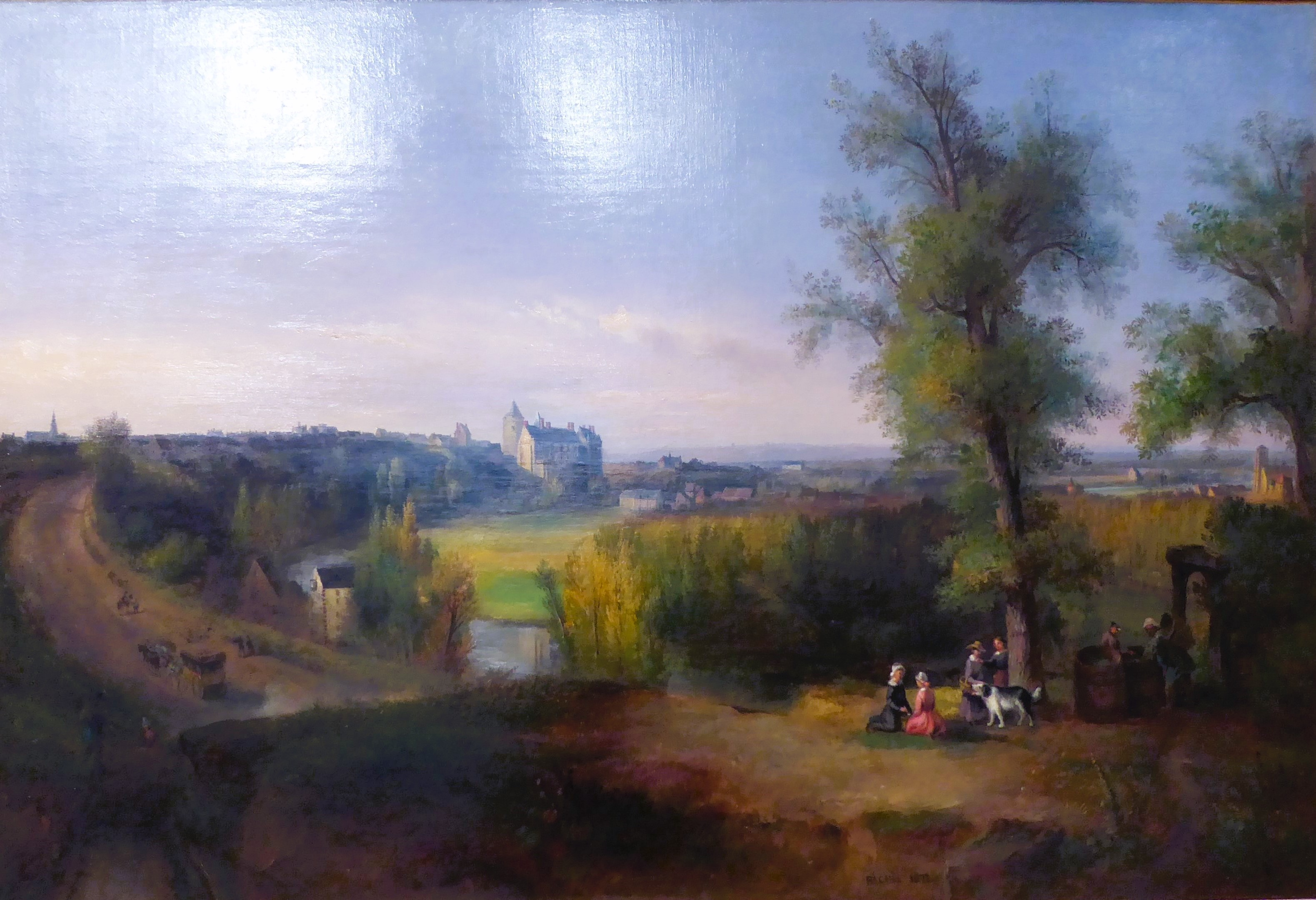
Ville de Châteaudun côté du levant (1872), musée de Châteaudun.
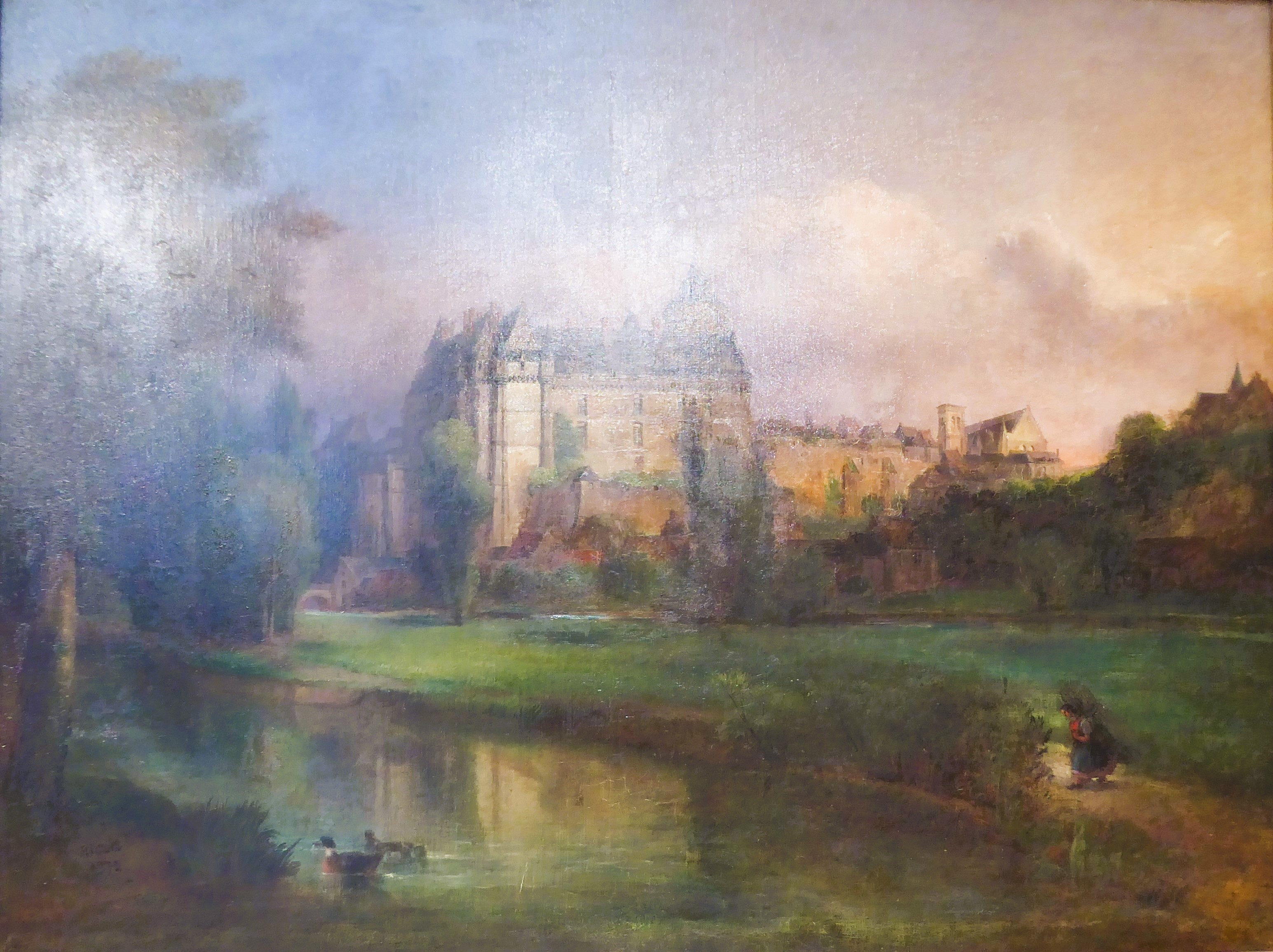
Vue de Châteaudun, au couchant (1872), musée de Châteaudun.
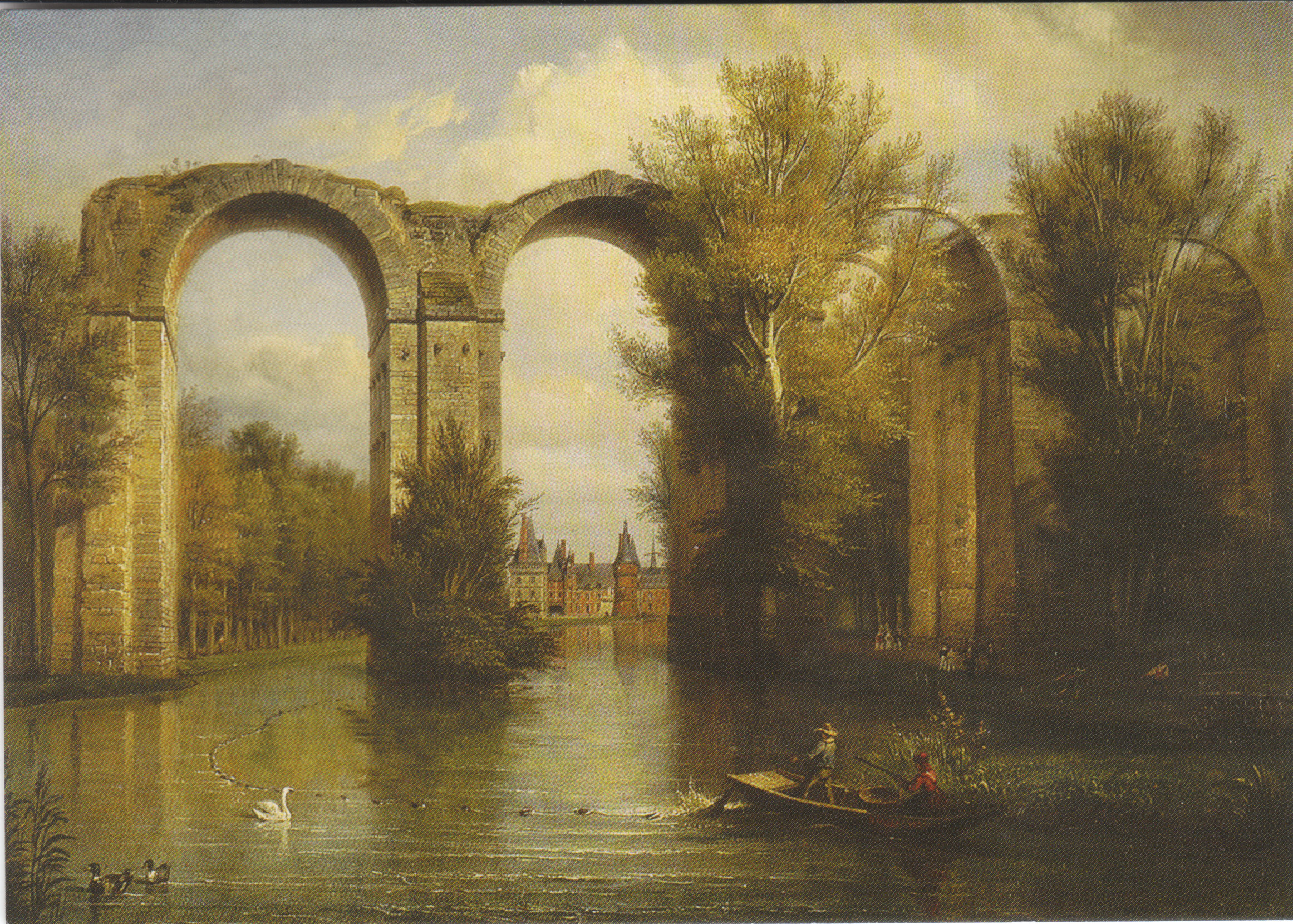
L’Aqueduc de Maintenon, fondation Raindre, château de Maintenon.
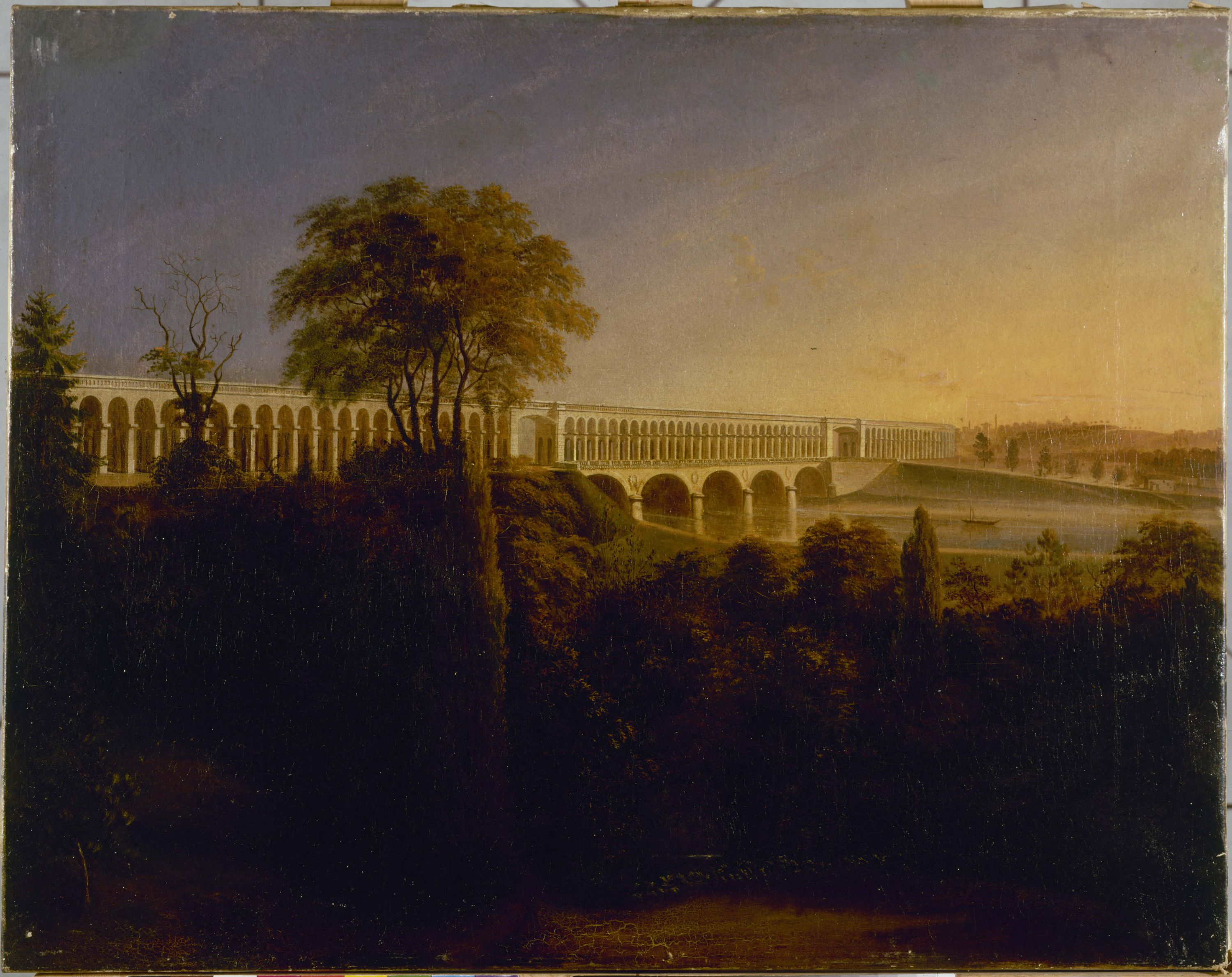
Le Pont du Point du Jour à Auteuil, Paris, musée Carnavalet.

## Hommages
- Une voie de Mareil-Marly nommée « chemin du peintre Ricois » honore sa mémoire.

## Élèves
- Victor-Marie Roussin (1812-1903)